# رينيه بيانكي
رينيه بيانكي (بالفرنسية: René Bianchi)‏ مواليد 20 مايو 1934 في فرنسا، هو دراج فرنسي سابق. سبق أن شارك في دورة الألعاب الأولمبية الصيفية وفاز بميدالية أولمبية.

## الميداليات
| الميدالية | المسابقة                       |
| --------- | ------------------------------ |
| فضية      | الألعاب الأولمبية الصيفية 1956 |

## روابط خارجية
- رينيه بيانكي على موقع أرشيف الدراجات (الإنجليزية)
- رينيه بيانكي على موقع إحصائيات الدراجات الإحترافية (الإنجليزية)
- رينيه بيانكي على موقع اللجنة الأولمبية الدولية (الإنجليزية)
- رينيه بيانكي على موقع أوليمبيديا (الإنجليزية)